# Dysderella caspica
Dysderella caspica là một loài nhện trong họ Dysderidae.
Loài này thuộc chi Dysderella. Dysderella caspica được miêu tả năm 1990 bởi Dunin.